# 2-га мотострілецька дивізія (РФ)
2-га гвардійська мотострілецька Таманська ордену Жовтневої революції Червонопрапорна ордену Суворова дивізія ім. М. І. Калініна (2 МСД, в/ч 23626) — з'єднання мотострілецьких військ Сухопутних сил Росії у складі 1-ї гвардійської танкової армії Західного військового округу. Розміщена у селищі Калінінець Наро-Фомінського району Московської області.
Підрозділи дивізії брали участь у Серпневому путчі 1991 року й Жовтневому путчі 1993 року. Дивізія вела бойові дії у Другій чеченській кампанії.
У 2022 році частини дивізії брали участь у повномасштабному вторгненні Росії до України, де вели бої під Харковом.

## Історія
Після розпаду СРСР 2-га гвардійська мотострілецька дивізія Радянської армії увійшла до складу Збройних сил РФ.
Окремі підрозділи дивізії брали участь у Серпневому путчі 1991 року й Жовтневому путчі 1993 року.
1999 року дивізія брала участь у придушенні чеченського спротиву.
2009 року дивізія була переформована на 5-ту окрему гвардійську мотострілецьку бригаду.
4 травня 2013 року бригада була знову переформавана на дивізію, у складі 20-ї загальновійськової армії.

### Російсько-українська війна
2014 року у зв'язку з початком агресії Росії проти України дивізія стала складовою створеної 1-ї танкової армії.
Україна звинувачує військовослужбовців дивізії у обстрілах Маріуполя у січні 2015 року.

### Російське вторгнення в Україну 2022 року
У 2022 році частини дивізії брали участь у російському вторгненні в Україну.
3 березня 2022 року повідомлялося, що під Харковом українські військові взяли в полон офіцерів і танкістів 1-го танкового полку дивізії. Зокрема, це були 22 танкісти на чолі із заступником командира полку з озброєння та з командиром танкового батальйону цього ж полку.
13 квітня 2022 повідомлялося про загибель командира 1-го мотострілецького полку підполковника Дениса Межуєва.

## Склад

### 2009
Перед розформуванням дивізія мала у складі:
- 1-й гвардійський мотострілецький Севастопольський полк
- 15-й гвардійський мотострілецький Шавлинський полк
- 283-й гвардійський мотострілецький Берлінський полк
- 1-й гвардійський Чортківський танковий полк імені маршала Катукова
- 147-й гвардійський самохідний артилерійський Сімферопольський полк
- 1174-й окремий протитанковий артилерійський дивізіон
- 1117-й зенітний ракетний полк
- 136-й окремий гвардійський розвідувальний батальйон
- 1586-й окремий батальйон радіоелектронної боротьби
- 211-й окремий гвардійський інженерно-саперний батальйон
- 614-й окремий батальйон радіаційного, хімічного та біологічного захисту
- 47-й окремий гвардійський батальйон зв'язку
- 886-я станція фельд'єгерсько-поштового зв'язку
- 190-й окремий ремонтно-відновлювальний батальйон
- 1063-й окремий батальйон матеріального забезпечення
- 370-й окремий медичний батальйон

### 2013
Після відновлення дивізія має у складі:
- 1-й гвардійський мотострілецький Севастопольський полк, в/ч 31135
- 15-й гвардійський мотострілецький Шавлинський полк, в/ч 31134
- 1-й гвардійський танковий Чортківський двічі ордена Леніна, Червоного прапора, орденів Суворова, Кутузова і Богдана Хмельницького полк ім. маршала бронетанкових військ М. Є. Катукова
- 147-й гвардійський самохідний артилерійський Сімфоропольський полк, п. Калінінець, в/ч 73966

## Командири
- Валерій Евневич, генерал-майор — (1992—1995);
- В'ячеслав Борисов, генерал-майор — (1995—1996);
- Євген Лазебін, генерал-майор — (1996—1998);
- Григорій Локтіонов, полковник — (1998—2000);
- Олександр Студеникін, генерал-майор — (2000—2001);
- Андрій Глущенко, генерал-майор — (10.2001 — 11.2007);
- Олександр Чайко, полковник — (11.2007 — 05.2009 г.);
- Андрій Сичовий, генерал-майор — (05.2013 — 2014);
- Олександр Санчик, генерал-майор — (2014—2015);
- Андрій Пятаєв, полковник — (09.2015 — н.в);
- Завадський Володимир Васильович, генерал-майор (2021 - 2022).